# برايان ميرفي (مقدم برامج إذاعية)
برايان ميرفي هو مقدم برامج إذاعية كندي، ولد في 24 مايو 1941، وتوفي في 31 أكتوبر 2005.